# Гёрен-Леббин
Гёрен-Леббин (нем. Göhren-Lebbin) — община в Германии, в земле Мекленбург-Передняя Померания, входит в район Мекленбург-Зенплатте и подчиняется управлению Мальхов.
Население составляет 577 человек (на 31 декабря 2013 года). Занимает площадь 32,75 км².

## Состав коммуны
В состав коммуны входят 5 населённых пунктов:
- Гёрен (нем. Göhren) — центр коммуны
- Вендхоф (нем. Wendhof)
- Поппентин (нем. Poppentin)
- Рёц (нем. Roez)
- Унтергёрен (нем. Untergöhren)

## История
Первые упоминания о поселениях встречаются в XIII веке, кроме Унтергёрена, он упоминается лишь в 1882 году.
В декабре 2003 года, Гёрен-Леббин получил статус государственного курорта.

## Галерея

Гёрен-Леббин на карте района
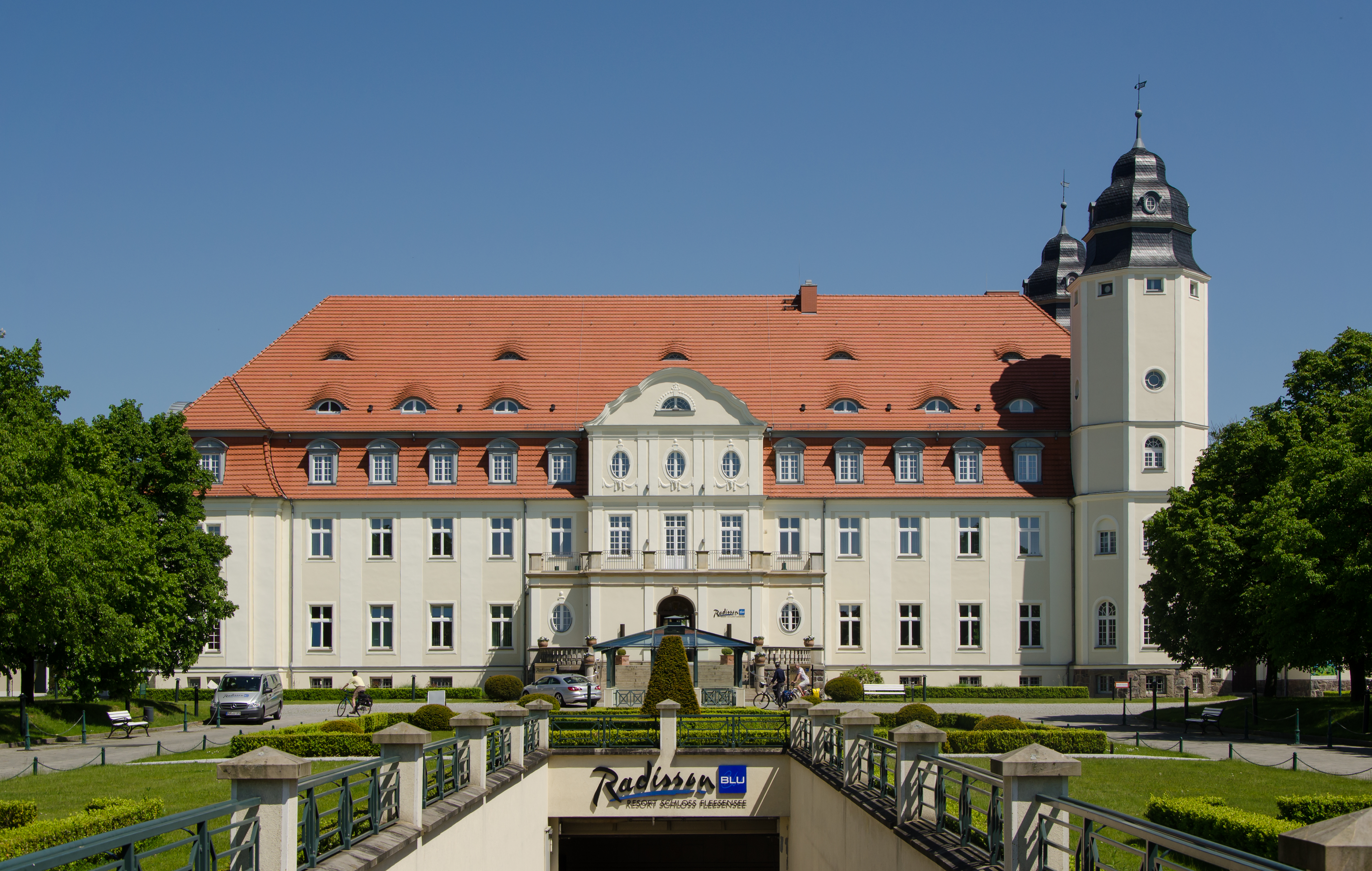
Замок Блюхер в Гёрене
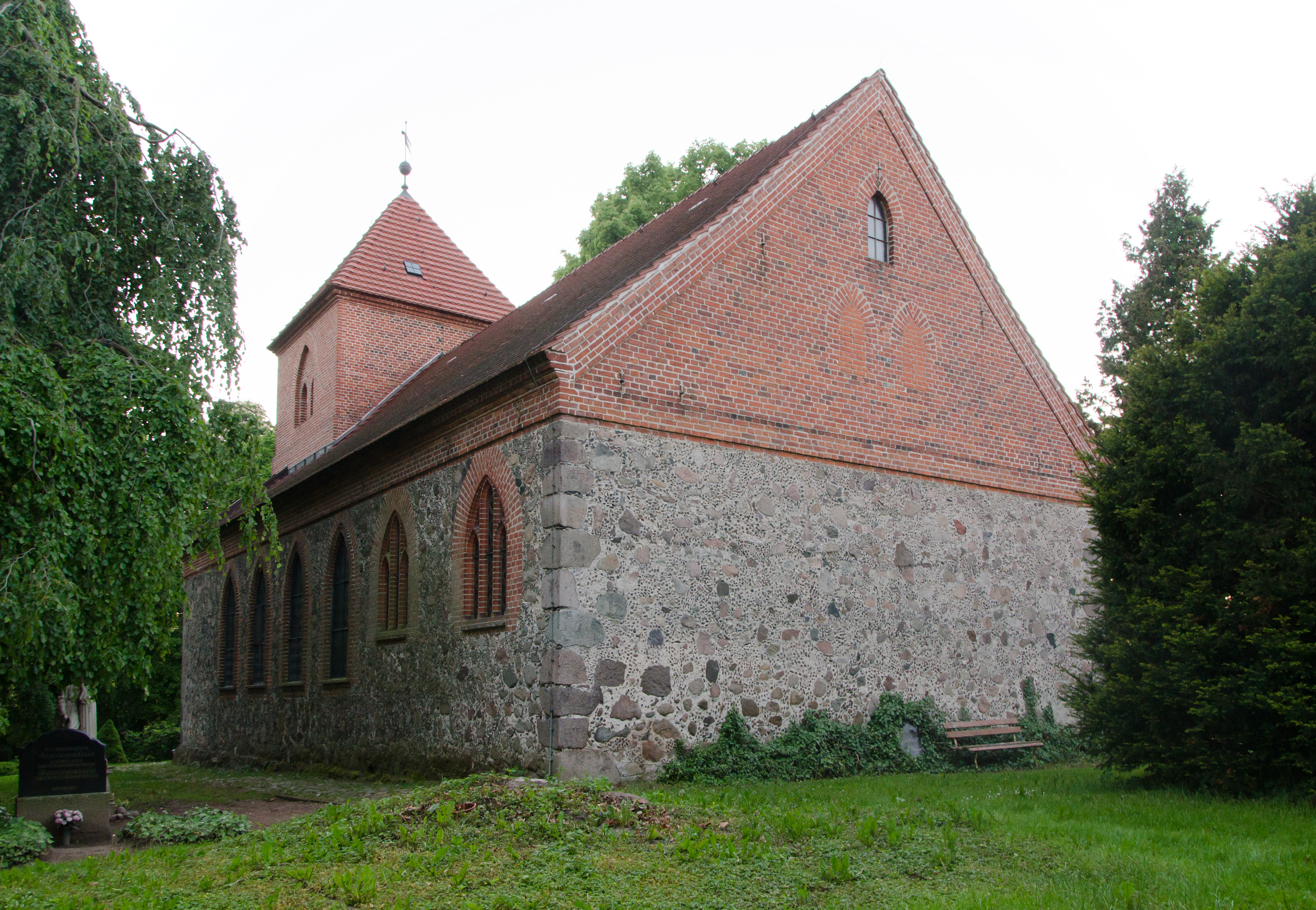
Церковь в Поппетине
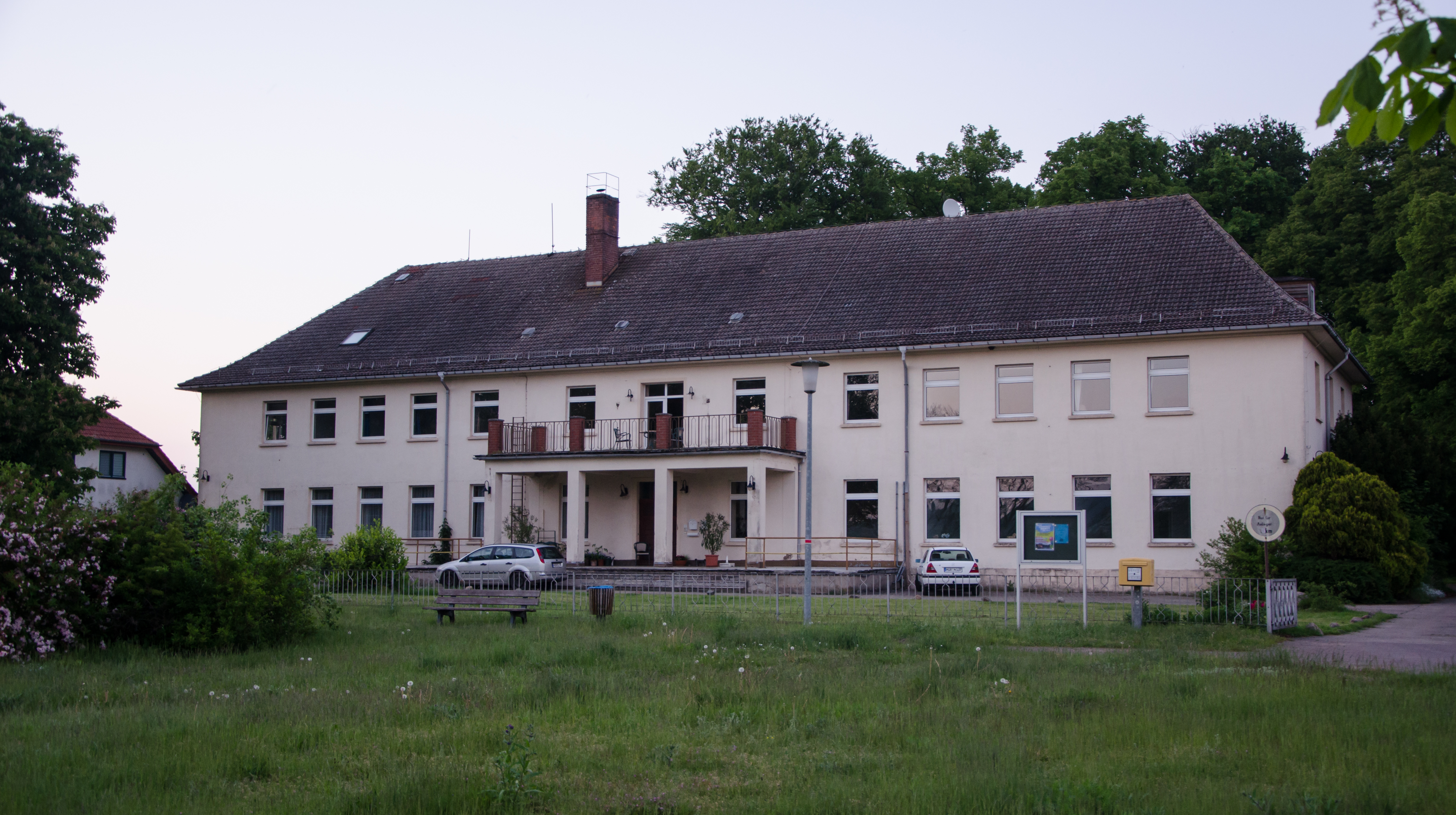
Бывший особняк в Вендхофе